# Histoire d'O: Chapitre 2
Histoire d'O: Chapitre 2 (ook bekend als Story of O - Chapter 2) is een Frans-Spaanse erotische film uit 1984. Het scenario is het vervolg op de film Histoire d'O uit 1975, een bewerking van de gelijknamige erotische roman gepubliceerd in 1954 door Pauline Réage.
De film is het onderwerp van een stripboek aanpassing Histoire d'O N°2, geschreven door Éric Rochat met tekeningen van Guido Crepax.

## Verhaal
Een groep industriëlen betaalt Madame O, die in de film slachtoffer wordt van dominatrix, om een rijke financier en zijn familie deel te laten nemen aan sadomasochistische spelletjes. Al snel komt het nieuws in het nieuws en breekt het schandaal uit. Dus de industrie die had moeten worden overgenomen door de financier is gered.

## Rolverdeling
| Acteur          | Personage |
| --------------- | --------- |
| Sandra Wey      | O         |
| Rosa Valenty    | Dotty     |
| Manuel de Blas  | James     |
| Carole James    | Carol     |
| Christian Cid   | Larry     |
| Tomás Picó      | Hans      |
| Alicia Príncipe | Julia     |